# 2012-es Teen Choice Awards
A 2012-es Teen Choice Awards a 2011-es év legjobb filmes, televíziós és zenés alakításait értékelte. A díjátadót 2012. július 22-én tartották a Los Angeles-i Gibson Amphitheatreben, a házigazda Demi Lovato éd Kevin McHale volt. A ceremóniát a Fox televízióadó közvetítette élőben, a jelöltekre pedig összesen 134 millió szavazat érkezett.

## Győztesek és jelöltek
Forrás:

### Filmek
| Legjobb akciófilm | Legjobb színész akciófilmben |
| --- | --- |
| - Elhurcolva - A bátorság törvénye - Mission: Impossible – Fantom protokoll - Red Tails - Különleges légiosztag - Sherlock Holmes 2. – Árnyjáték | - Taylor Lautner – Elhurcolva - Tom Cruise – Mission: Impossible – Fantom protokoll - Robert Downey Jr. – Sherlock Holmes 2. – Árnyjáték - Tom Hardy – Warrior - A végső menet - Logan Lerman – A három testőr                                                                             |
| Legjobb színésznő akciófilmben | Legjobb sci-Fi/fantasy |
| - Zoe Saldana – Colombiana - Salma Hayek – Csizmás, a kandúr - Milla Jovovich – A három testőr - Paula Patton – Mission: Impossible – Fantom protokoll - Noomi Rapace – Sherlock Holmes 2. – Árnyjáték                                                                                      | - Az éhezők viadala - Bosszúállók - Tükröm, Tükröm - Alkonyat – Hajnalhasadás, 1. rész - A titánok haragja |
| Legjobb színész sci-fiben/fantasyben | Legjobb színésznő sci-fiben/fantasyben |
| - Josh Hutcherson – Utazás a rejtélyes szigetre és Az éhezők viadala - Robert Downey Jr. – Bosszúállók - Chris Hemsworth – Bosszúállók - Taylor Lautner – Alkonyat – Hajnalhasadás, 1. rész - Robert Pattinson – Alkonyat – Hajnalhasadás, 1. rész                                          | - Jennifer Lawrence – Az éhezők viadala - Lily Collins – Tükröm, tükröm - Vanessa Hudgens – Utazás a rejtélyes szigetre - Scarlett Johansson – Bosszúállók - Kristen Stewart – Alkonyat – Hajnalhasadás, 1. rész                                                                           |
| Legjobb filmdráma | Legjobb színész filmdrámában |
| - Szerencsecsillag - Drive – Gázt! - A segítség - Fogadom - Az igazi kaland | - Zac Efron – Szerencsecsillag - Matt Damon – Az igazi kaland - Ryan Gosling – Drive – Gázt! - Channing Tatum – Fogadom - Justin Timberlake – Lopott idő |
| Legjobb színésznő filmdrámában | Legjobb vígjáték |
| - Emma Stone – A segítség - Sandra Bullock – Rém hangosan és irtó közel - Viola Davis – A segítség - Scarlett Johansson – Az igazi kaland - Rachel McAdams – Fogadom | - 21 Jump Street – A kopasz osztag - Amerikai pite: A találkozó - Őrült, dilis, szerelem - Muppets - Várandósok – Az a bizonyos kilenc hónap |
| Legjobb színész vígjátékban | Legjobb színésznő vígjátékban |
| - Channing Tatum – 21 Jump Street – A kopasz osztag - Jason Biggs – Amerikai pite: A találkozó - Ryan Gosling – Őrült, dilis, szerelem - Jonah Hill – 21 Jump Street – A kopasz osztag - Chris Rock – Várandósok – Az a bizonyos kilenc hónap                                               | - Emma Stone – Őrült, dilis, szerelem - Cameron Diaz – Várandósok – Az a bizonyos kilenc hónap - Alyson Hannigan – Amerikai pite: A találkozó - Jennifer Lopez – Várandósok – Az a bizonyos kilenc hónap - Reese Witherspoon – Kémes hármas                                                |
| Legjobb romantikus film | Legjobb színész romantikus filmben |
| - Alkonyat – Hajnalhasadás, 1. rész - Szerencsecsillag - Gondolkozz pasiaggyal! - Kémes hármas - Fogadom | - Zac Efron – Szerencsecsillag - Michael Ealy – Gondolkozz pasiaggyal! - Robert Pattinson – Alkonyat – Hajnalhasadás, 1. rész - Chris Pine – Kémes hármas - Channing Tatum – Fogadom |
| Legjobb színésznő romantikus filmben | Leghisztisebb karakter |
| - Kristen Stewart – Alkonyat – Hajnalhasadás, 1. rész - Miley Cyrus – LOL - Meagan Good – Gondolkozz pasiaggyal! - Rachel McAdams – Fogadom - Taylor Schilling – Szerencsecsillag | - Charlize Theron – Hófehér és a vadász - Steve Carell – Őrült, dilis, szerelem - Kevin Hart – Gondolkozz pasiaggyal! - Jonah Hill, Channing Tatum – 21 Jump Street – A kopasz osztag - Mark Ruffalo – Bosszúállók                                                                         |
| Legjobb szinkronhang | Legjobb gonosz |
| - Taylor Swift (Audrey, Lorax) - Zac Efron (Ted Wiggins, Lorax) - Seth MacFarlane (Ted, Ted) - Jesse McCartney (Theodore Seville, Alvin és a mókusok 3.) - Chris Rock (Marty, Madagaszkár 3.)                                                                                               | - Alexander Ludwig – Az éhezők viadala - Jemaine Clement – Men in Black – Sötét zsaruk 3. - Tom Hiddleston – Bosszúállók - Rhys Ifans – A csodálatos Pókember - Charlize Theron – Hófehér és a vadász                                                                                      |
| Legjobb férfi jelenetlopó | Legjobb női jelenetlopó |
| - Liam Hemsworth – Az éhezők viadala - Chace Crawford – Várandósok – Az a bizonyos kilenc hónap - Chris Evans – Bosszúállók - Kevin Hart – Gondolkozz pasiaggyal! - Kellan Lutz – Alkonyat – Hajnalhasadás, 1. rész                                                                         | - Ashley Greene – Alkonyat – Hajnalhasadás, 1. rész - Elizabeth Banks – Az éhezők viadala - Lea Michele – Szilveszter éjjel - Nikki Reed – Alkonyat – Hajnalhasadás, 1. rész - Nicole Scherzinger – Men in Black – Sötét zsaruk 3.                                                         |
| Legjobb kémia filmben | Legjobb csók |
| - Jennifer Lawrence és Amandla Stenberg – Az éhezők viadala - Steve Carell és Ryan Gosling – Őrült, dilis, szerelem - Jonah Hill és Channing Tatum – 21 Jump Street – A kopasz osztag - Will Smith és Josh Brolin – Men in Black – Sötét zsaruk 3. - Mark Wahlberg és Seth MacFarlane – Ted | - Jennifer Lawrence és Josh Hutcherson – Az éhezők viadala - Zac Efron és Taylor Schilling – Szerencsecsillag - Ryan Gosling és Emma Stone – Őrült, dilis, szerelem - Rachel McAdams és Channing Tatum – Fogadom - Kristen Stewart és Robert Pattinson – Alkonyat – Hajnalhasadás, 1. rész |
| Legjobb nyári akciófilm | Legjobb nyári vígjáték/zenés film |
| - Bosszúállók - A csodálatos Pókember - Men in Black – Sötét zsaruk 3. - Prometheus - Hófehér és a vadász | - Katy Perry - A film: Part of Me - Madagaszkár 3. - Mindörökké Rock - Ted - Apa ég! |
| Legjobb színész nyári filmben | Legjobb színésznő nyári filmben |
| - Chris Hemsworth – Bosszúállók és Hofehér és a vadász - Robert Downey Jr. – Bosszúállók - Andrew Garfield – A csodálatos Pókember - Adam Sandler – Apa ég! - Will Smith – Men in Black – Sötét zsaruk 3.                                                                                   | - Kristen Stewart – Hófehér és a vadász - Scarlett Johansson – Bosszúállók - Leighton Meester – Apa ég! - Emma Stone – A csodálatos Pókember - Charlize Theron – Hófehér és a vadász és Prometheus                                                                                         |
| Legjobb áttörő alakítást nyújtó színész | |
| - Rihanna – Csatahajó - Sam Claflin – Hófehér és a vadász - Julianne Hough – Mindörökké Rock - Joe Manganiello – Várandósok – Az a bizonyos kilenc hónap - Noomi Rapace – Prometheus | |

### Televízió
| Legjobb drámasorozat | Legjobb színész drámasorozatban |
| --- | --- |
| - Hazug csajok társasága - Dr. Csont - Gossip Girl – A pletykafészek - Bosszú - Érintés | - Ian Harding – Hazug csajok társasága - Penn Badgley – Gossip Girl – A pletykafészek - David Boreanaz – Dr. Csont - Kiefer Sutherland – Érintés - Ed Westwick – Gossip Girl – A pletykafészek                     |
| Legjobb színésznő drámasorozatban | Legjobb sci-Fi/fantasysorozat |
| - Lucy Hale – Hazug csajok társasága - Emily Deschanel – Dr. Csont - Sarah Michelle Gellar – Ringer - A vér kötelez - Leighton Meester – Gossip Girl – A pletykafészek - Emily VanCamp – Bosszú                      | - Vámpírnaplók - A rejtély - Egyszer volt, hol nem volt - Odaát - True Blood – Inni és élni hagyni |
| Legjobb színész sci-Fi/fantasysorozatban | Legjobb színésznő sci-Fi/fantasysorozatban |
| - Ian Somerhalder – Vámpírnaplók - Jensen Ackles – Odaát - Joshua Jackson – A rejtély - Jared Padalecki – Odaát - Paul Wesley – Vámpírnaplók                                                                         | - Nina Dobrev – Vámpírnaplók - Ginnifer Goodwin – Egyszer volt, hol nem volt - Kat Graham – Vámpírnaplók - Anna Paquin – True Blood – Inni és élni hagyni - Anna Torv – A rejtély                                  |
| Legjobb akciósorozat | Legjobb színész akciósorozatban |
| - CSI: Miami helyszínelők - Chuck - Hawaii Five-0 - NCIS: Los Angeles - Nikita | - Adam Rodriguez – CSI: Miami helyszínelők - Daniel Dae Kim – Hawaii Five-0 - Zachary Levi – Chuck - LL Cool J – NCIS: Los Angeles - Shane West – Nikita                                                           |
| Legjobb színésznő akciósorozatban | Legjobb vígjátéksorozat |
| - Linda Hunt – NCIS: Los Angeles - Lyndsy Fonseca – Nikita - Grace Park – Hawaii Five-0 - Maggie Q – Nikita - Yvonne Strahovski – Chuck                                                                              | - Glee – Sztárok leszünk! - Az élet csajos oldala - Agymenők - Modern család - Új csaj |
| Legjobb színész vígjátéksorozatban | Legjobb színésznő vígjátéksorozatban |
| - Chris Colfer – Glee – Sztárok leszünk! - Ty Burrell – Modern család - Neil Patrick Harris – Így jártam anyátokkal - Ashton Kutcher – Két pasi – meg egy kicsi - Jim Parsons – Agymenők                             | - Lea Michele – Glee – Sztárok leszünk! - Miranda Cosgrove – iCarly - Kaley Cuoco – Agymenők - Zooey Deschanel – Új csaj - Sofía Vergara – Modern család                                                           |
| Legjobb rajzfilmsorozat | Legjobb valóságshow |
| - A Simpson család - Beavis és Butt-head - Bob burgerfalodája - Family Guy - Robot Chichken | - Punk'd - Dance Moms - Jersey Shore - Keeping Up with the Kardashians - Tia & Tamera |
| Legjobb vetélkedő | Legjobb tévés főgonosz |
| - The X Factor - America's Next Top Model - American Idol - Survivor: One World - The Voice | - Janel Parrish – Hazug csajok társasága - Joseph Morgan – Vámpírnaplók - Lana Parrilla – Egyszer volt, hol nem volt - Krysten Ritter – Ne bízz a ribiben! - Michelle Trachtenberg – Gossip Girl – A pletykafészek |
| Legjobb férfi jelenetlopó | Legjobb női jelenetlopó |
| - Michael Trevino – Vámpírnaplók - Max Greenfield – Új csaj - Gabriel Mann – Bosszú - James Van Der Beek – Ne bízz a ribiben! - Damon Wayans Jr. – Happy Endings – Fuss el véle!                                     | - Candice Accola – Vámpírnaplók - Dianna Agron – Glee – Sztárok leszünk! - Sarah Hyland – Modern család - Francia Raisa – Az amerikai tini titkos élete - Casey Wilson – Happy Endings – Fuss el véle!             |
| Legjobb áttörő alakítást nyújtó színész | Legjobb áttörő alakítást nyújtó színésznő |
| - Beau Mirchoff – Kínos - Josh Bowman – Bosszú - Josh Dallas – Egyszer volt, hol nem volt - Jake Johnson – Új csaj - Lamorne Morris – Új csaj                                                                        | - Hannah Simone – Új csaj - Beth Behrs – Az élet csajos oldala - Sutton Foster – Bunheads - Katharine McPhee – Kasszasiker - Dreama Walker – Ne bízz a ribiben!                                                    |
| Legjobb férfi valóságshowszereplő | Legjobb női valóságshowszereplő |
| - Paul "Pauly D" DelVocchio – Jersey Shore - Rob Dyrdek – Rob Dyrdek's Fantasy Factory - William Levy – Dancing with the Stars - Scotty McCreery – American Idol - Michael "The Situation" Sorrentino – Jersey Shore | - The Kardashians – Keeping Up with the Kardashians - Lauren Alaina – American Idol - Melanie Amaro – The X Factor - Tia Mowry, Tamera Mowry – Tia & Tamera - Nicole "Snooki" Polizzi – Jersey Shore               |
| Legkiemelkedőbb műsor | Legjobb nyári sorozat |
| - The X Factor - Ne bízz a ribiben! - Új csaj - 2011 - Kasszasiker | - Teen Wolf – Farkasbőrben - America's Got Talent - Az amerikai tini titkos élete - So You Think You Can Dance - A munka hősei                                                                                     |
| Legjobb színész nyári sorozatban | Legjobb színésznő nyári sorozatban |
| - Tyler Posey – Teen Wolf – Farkasbőrben - Ken Baumann – Az amerikai tini titkos élete - Jean-Luc Bilodeau – Papás-Babás - Michael Ealy – Haláli zsaruk - Daren Kagasoff – Az amerikai tini titkos élete             | - Troian Bellisario – Hazug csajok társasága - Chelsea Kane – Papás-Babás - Crystal Reed – Teen Wolf – Farkasbőrben - Ashley Rickards – Kínos - Shailene Woodley – Az amerikai tini titkos élete                   |

### Zene
| Legjobb férfi zenész | Legjobb női zenész |
| --- | --- |
| - Justin Bieber - Drake - Bruno Mars - Pitbull - Blake Shelton | - Taylor Swift - Adele - Jennifer Lopez - Katy Perry - Rihanna |
| Legjobb együttes | Legjobb R&B/Hip-Hop zenész |
| - Selena Gomez & the Scene - Gym Class Heroes - Lady Antebellum - LMFAO - The Wanted | - Nicki Minaj - Beyoncé - Flo Rida - Pitbull - Kanye West |
| Legjobb rockzenész | Legjobb férfi countryzenész |
| - fun. - The Black Keys - Foo Fighters - Foster the People - Linkin Park | - Hunter Hayes - Jason Aldean - Luke Bryan - Scotty McCreery - Blake Shelton |
| Legjobb női countryzenész | Legjobb countryegyüttes |
| - Taylor Swift - Lauren Alaina - Miranda Lambert - Kellie Pickler - Carrie Underwood | - Lady Antebellum - The Band Perry - Eli Young Band - Rascal Flatts - Thompson Square |
| Legjobb zeneszám férfi zenésztől | Legjobb zeneszám női zenésztől |
| - "Boyfriend" – Justin Bieber - "Give Me Everything" – Pitbull ft. Afrojack, Ne-Yo, Nayer - "Good Feeling" – Flo Rida - "It Will Rain" – Bruno Mars - "Take Care" – Drake feat. Rihanna                                                                                | - "Eyes Open" – Taylor Swift - "Dance Again" – Jennifer Lopez feat. Pitbull - "Part of Me" – Katy Perry - "Set Fire to the Rain" – Adele - "Stronger (What Doesn't Kill You)" – Kelly Clarkson       |
| Legjobb zeneszám együttestől | Legjobb countryszám |
| - "We Are Young" – fun. feat. Janelle Monáe - "Ass Back Home" – Gym Class Heroes feat. Neon Hitch - "Hit the Lights" – Selena Gomez & the Scene - "Moves Like Jagger" – Maroon 5 feat. Christina Aguilera - "Party Rock Anthem" – LMFAO feat. Lauren Bennett, GoonRock | - "Sparks Fly" – Taylor Swift - "Crazy Girl" – Eli Young Band - "God Gave Me You" – Blake Shelton - "Storm Warning" – Hunter Hayes - "Tattoos on This Town" – Jason Aldean                           |
| Legjobb rockszám | Legjobb R&B/Hip-Hopszám |
| - "Paradise" – Coldplay - "Lonely Boy" – The Black Keys - "Pumped Up Kicks" – Foster the People - "Somebody That I Used to Know" – Gotye feat. Kimbra - "We Are Young" – fun. feat. Janelle Monáe                                                                      | - "Starships" – Nicki Minaj - "Love on Top" – Beyoncé - "Take Care" – Drake feat. Rihanna - "Wild Ones" – Flo Rida feat. Sia - "Without You" – David Guetta feat. Usher                              |
| Legjobb szerelmes szám | Legjobb szakítós szám |
| - "What Makes You Beautiful" – One Direction - "Die in Your Arms" – Justin Bieber - "Give Your Heart a Break" – Demi Lovato - "Home" – Phillip Phillips - "I Won't Give Up" – Jason Mraz                                                                               | - "Payphone" – Maroon 5 feat. Wiz Khalifa - "Climax" – Usher - "Somebody That I Used to Know" – Gotye feat. Kimbra - "Stronger (What Doesn't Kill You)" – Kelly Clarkson - "Wide Awake" – Katy Perry |
| Legkiemelkedőbb zenész | Legkiemelkedőbb együttes |
| - Carly Rae Jepsen - Gotye - Ellie Goulding - Kimbra - Phillip Phillips | - One Direction - Eli Young Band - fun. - Karmin - The Wanted |
| Legjobb elektronikus zenész | Legjobb nyári szám |
| - David Guetta - deadmau5 - Calvin Harris - Kaskade - Skrillex | - "Call Me Maybe" – Carly Rae Jepsen - "All Around the World" – Justin Bieber feat. Ludacris - "Give Your Heart a Break" – Demi Lovato - "Glad You Came" – The Wanted - "Scream" – Usher             |
| Legjobb férfi nyári zenész | Legjobb női nyári zenész |
| - Justin Bieber - Flo Rida - David Guetta - Pitbull - Usher | - Demi Lovato - Carly Rae Jepsen - Jennifer Lopez - Katy Perry - Rihanna |
| Legjobb nyári együttes | |
| - One Direction - Coldplay - Gym Class Heroes - Maroon 5 - The Wanted | |

### Divat
| Legszexibb férfi                                                                     | Legszexibb nő                                                               |
| ------------------------------------------------------------------------------------ | --------------------------------------------------------------------------- |
| - Ian Somerhalder - Justin Bieber - Ryan Gosling - Liam Hemsworth - Robert Pattinson | - Miley Cyrus - Selena Gomez - Katy Perry - Rihanna - Kate Upton            |
| Legjobb férfi divatikon                                                              | Legjobb női divatikon                                                       |
| - Justin Bieber - Chris Colfer - CeeLo Green - Justin Timberlake - will.i.am         | - Katy Perry - Miley Cyrus - Zooey Deschanel - Jennifer Lopez - Nicki Minaj |

### Sport
| Legjobb férfi atléta                                                    | Legjobb női atléta                                                           |
| ----------------------------------------------------------------------- | ---------------------------------------------------------------------------- |
| - David Beckham - Kobe Bryant - Albert Pujols - Tim Tebow - Shaun White | - Serena Williams - Kelly Clark - Maria Sharapova - Hope Solo - Lindsey Vonn |

### Egyéb
| Legjobb könyv | Legjobb humorista |
| --- | --- |
| - Suzanne Collins – Az éhezők viadala - Veronica Roth – A beavatott - Lois Lowry – Az emlékek őre - Nicholas Sparks – Szerencsecsillag - Stephenie Meyer – Alkonyat-sorozat | - Ellen DeGeneres - Jimmy Fallon - Andy Samberg - Daniel Tosh - Kristen Wiig                                                     |
| Legjobb közösségi oldal | Legjobb videojáték |
| - Facebook - Instagram - Pinterest - Tumblr - Twitter | - Just Dance 3 - Call of Duty: Modern Warfare 3 - Mass Effect 3 - NBA 2K12 - The Sims 3 Showtime: Katy Perry Collector's Edition |
| Legjobb közösségi sztár | Legidegesítőbb személy |
| - Sophia Grace & Rosie - Ryan Beatty - Cimorelli - Elle and Blair Fowler - Karmin                                                                                           | - Demi Lovato - Justin Bieber - Miley Cyrus - Jimmy Fallon - Ryan Seacrest                                                       |

## Műsorvezetők
A gálán az alábbi műsorvezetők működtek közre:
- Zooey Deschanel
- Selena Gomez
- Shaun White
- Dax Shepard
- Hayden Panettiere
- Will.i.am
- Troian Bellisario
- Ashley Benson
- Lucy Hale
- Ian Harding
- Shay Mitchell
- Zachary Knighton
- Adam Pally
- Damon Wayans Jr.
- Kevin Hart
- Nina Dobrev
- Jordin Sparks
- Adam Rodriguez
- Paul Wesley
- Laura Marano
- Vanessa Marano
- Stefano
- Zachary Levi
- Victoria Justice
- Chris Colfer
- Tyler Posey
- Lea Michele
- Bridgit Mendler
- Shane West
- Taylor Swift
- Justin Kirk
- Gordon Ramsay
- Zoe Saldana
- Taylor Lautner
- Cat Deely

## Fordítás
- Ez a szócikk részben vagy egészben  a(z)   2012 Teen Choice Awards című angol Wikipédia-szócikk fordításán alapul.  Az eredeti cikk szerkesztőit annak laptörténete sorolja fel. Ez a jelzés csupán a megfogalmazás eredetét és a szerzői jogokat jelzi, nem szolgál a cikkben szereplő információk forrásmegjelöléseként.